# Navy Expeditionary Medal
La Navy Expeditionnary Medal est une décoration militaire des États-Unis d'Amérique.

## Historique
Cette décoration fut créée en août 1936 sur ordre du département de la Marine des États-Unis. Elle peut être attribuée de manière rétroactive et de manière posthume pour des faits pouvant remonter jusqu'au 12 février 1874.
Si la Navy Expeditionnary Medal est attribuée plusieurs fois au même personnel, alors cela sera signalé par la présence de service stars agrafées sur le ruban.